# کیم کیو چول
کیم کیو چول (کره‌ای: 김규철؛ زادهٔ ۶ آوریل ۱۹۶۰) بازیگر اهل کره جنوبی است. کیم بیش از یک دهه در تئاتر فعالیت داشت پیش از اینکه در سال ۱۹۹۳ در فیلم سوپیون‌جه ایفای نقش کند. کیم بیشترین فعالیت را در تلویزیون دارد و در مجموعه‌های تلویزیونی همچون وقتی دلم برات تنگ میشه (۱۹۹۴)، رستاخیز (۲۰۰۵)، ته جویونگ (۲۰۰۶)،  سرزمین بادها (۲۰۰۸) و گوانگ گائتو فاتح بزرگ (۲۰۱۱) ایفای نقش کرده‌است.

## فیلم‌شناسی
گزیده فیلم‌شناسی
- تاجر بزرگ (۲۰۱۰)
- پادام پادام (۲۰۱۱)
- ماسک عروس (۲۰۱۱)
- ملکه مه (۲۰۱۲)[۳][۴]
- بادی که در آن زمستان وزید (۲۰۱۳)[۵]
- قصر خون: جنگ گل‌ها (۲۰۱۳)
- کوسه (۲۰۱۳)
- صلیب طلایی (۲۰۱۳)
- مرد تیغه‌ای (۲۰۱۴)
- تاجر گک جو (۲۰۱۵)
- لویی پادشاه خرید (۲۰۱۶)